# Cordulegaster vanbrinkae
Cordulegaster vanbrinkae là một loài chuồn chuồn ngô thuộc họ Cordulegastridae. Nó là loài đặc hữu của Iran. Môi trường sống tự nhiên của chúng là sông ngòi.